# Агенскалнские Сосны
А́генскалнские Со́сны (латыш. Āgenskalna priedes) — микрорайон в Курземском районе города Риги, в историческом районе Агенскалнс. По периметру ограничен улицами Агенскална, Алисес, Кристапа и Дрейлиню, а улица Мелнсила делит микрорайон на два больших квартала, неофициально называемых «белые» (кирпичные) и «красные» (панельные) Агенскалнские Сосны. Общая площадь микрорайона составляет около 18 гектаров. Возведён в 1958—1962 годах по проекту архитектора Николая Ренделя.
Является характе́рным образцом типовой советской архитектуры. Стал первым крупным жилым массивом, построенным в Риге в советское время.

## География
Микрорайон сооружён на месте наиболее всхолмлённого участка так называемых Агенскалнских дюн — валообразных холмов, ориентированных в направлении с юго-запада на северо-восток, поросших сосновым лесом. Дюны, сформировавшиеся в эпоху Балтийского ледникового озера, занимали практически всю территорию нынешнего Агенскалнса. Высота этих дюн до начала застройки составляла от 4—6 до 14—17 метров. После срытия дюн в микрорайоне Агенскалнские Сосны, наиболее заметные участки дюнного рельефа сохранились на территории Ботанического сада Латвийского университета и в отдельных скверах прилегающего района.

## История местности

Вид с Большой дюны вдоль ул. Мелнсила. Слева дом № 14. (1920-е годы)

К середине XIX века значительную часть нынешних рижских районов Агенскалнс и Засулаукс занимал лесной массив, принадлежавший поместью Шварценгоф (Шварцмуйжа). С 1880-х годов его территорию разделили на участки и начали сдавать в аренду под жилищное строительство; велась прокладка новых улиц. К началу Первой мировой войны остался незастроенным лишь относительно небольшой участок с максимально холмистым рельефом между нынешними улицами Кристапа и Агенскална. С конца XIX века этот район был одним из любимых мест отдыха рижан, особенно в зимнее время. Именно здесь проводили свои митинги и собрания рабочие рижского левобережья во время революции 1905 года, летом Агенскалнское стрелковое общество проводило здесь занятия по стрельбе, а в зимний сезон ежегодно устраивались горки для катания на лыжах и санях, в том числе платные.
В конце 1930-х годов этот уголок планировалось превратить в благоустроенный лесопарк, высадить новые хвойные и лиственные деревья, но оставить отдельные склоны свободными для занятий зимними видами спорта. Там предлагалось построить лыжный трамплин, санную трассу, а также детские игровые площадки, бассейны, специальные площадки для командных видов спорта. Было объявлено, что часть территории «может быть превращена в постоянно действующий парк развлечений по зарубежному образцу».
Планы по благоустройству были нарушены Второй мировой войной, но и в 1950-е годы сохранялись намерения развивать эту местность как зону спорта и отдыха. В восточной части массива весной 1958 года начали разбивать стадион с полноразмерным футбольным полем, рядом был вырыт котлован для строительства спортивного зала. Но эти работы остались незавершёнными, поскольку в том же году планы развития города изменились.
Преобразования начались со спрямления улицы Мелнсила, ранее огибавшей высокую дюну. Поперёк этой дюны была проложена широкая траншея с высокими откосами, по которой прошла новая трасса улицы. Начинается строительство первой очереди микрорайона. Постепенно дюна была срыта полностью; таким же образом был выровнен и другой, более низкий холм. Песок отвезли в Болдераю на завод силикатного кирпича.

## Архитектура и планировка

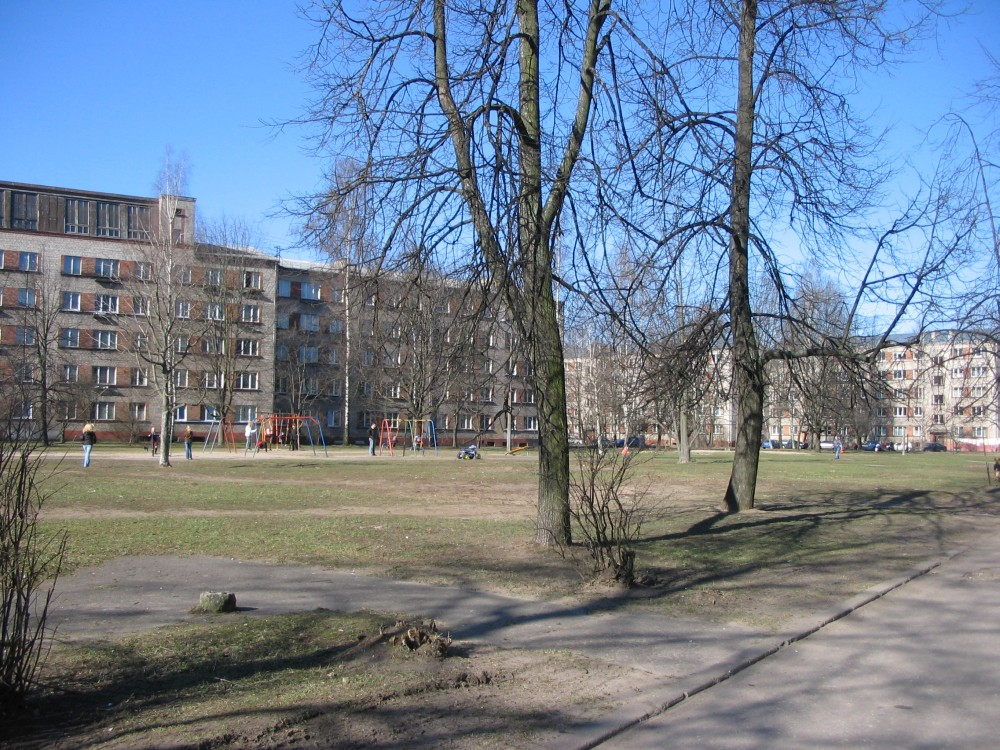
Двор внутри квартала первой очереди микрорайона. Слева — дом с мастерскими на мансардном этаже. Фото 2007 года

Историки архитектуры считают, что микрорайон Агенскалнские Сосны открыл новую эру в латвийской архитектуре и строительстве. Планировка микрорайона, разработанная главным архитектором проектного института «Латгипрогорстрой» Николаем Ренделем, считается первым образцом свободной планировки не только в Латвии, но и во всём Советском Союзе. Четырёх- и пятиэтажные жилые дома расположены под углом друг к другу и к улицам, с широкими площадками между ними — это сделано для того, чтобы малогабаритные квартиры лучше освещались солнцем.
При строительстве первой очереди Агенскалнских Сосен использовался присланный из Москвы проект многоквартирных домов 316-й серии, доработанный латвийскими архитекторами. Это дома из белого силикатного кирпича, состоящие из отдельных секций-подъездов. Красный кирпич использован в качестве отделки. На двух корпусах надстроены мансардные этажи с художественными мастерскими (ул. Кристапа, 16А и 16B). Однако внутренняя планировка квартир из-за их малой площади оказалась неудобной, особенно явно ощущалась недостаточная площадь вспомогательных помещений.

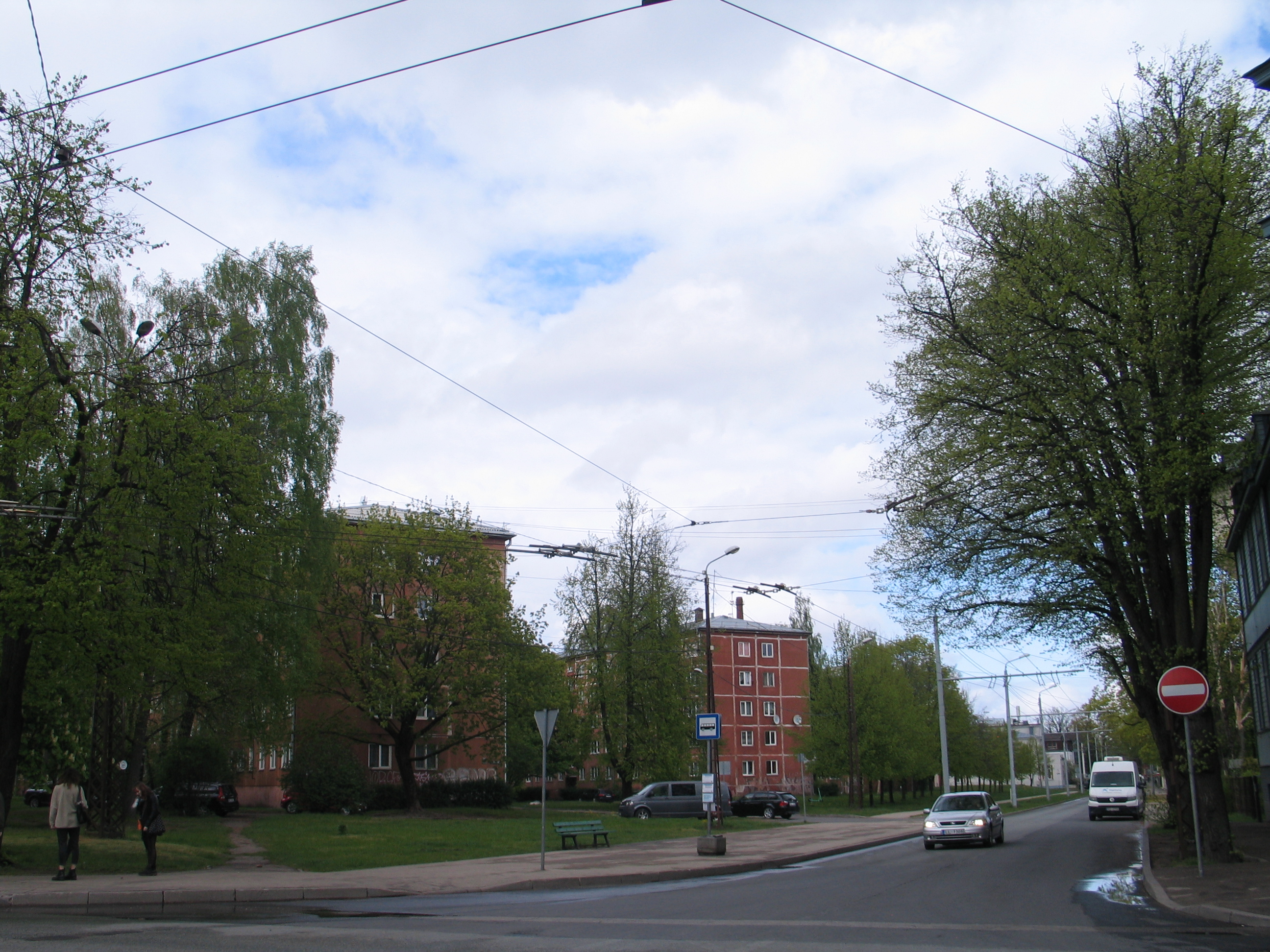
Вторая очередь микрорайона. Вид вдоль улицы Кристапа. Фото 2022 года

В 1961 году, после окончательного выравнивания рельефа по правую сторону улицы Мелнсила, началось строительство второй очереди микрорайона. Он застроен крупнопанельными пятиэтажными домами серии 1-464. Вскоре после постройки стали очевидными их недостатки: неаккуратные межпанельные швы, заполненные примитивными материалами; плохое качество внешней окраски. Впоследствии планировка домов этой серии была усовершенствована, а декоративная отделка панелей производилась уже непосредственно на заводе.
В комплекс микрорайона вошли также объекты бытового обслуживания, магазины с широким ассортиментом товаров, кафе Priedes (работало до конца XX века, снесено в 2018, на его месте в 2019—2020 годах построен современный жилой дом с тем же адресом ул. Агенскална, 24), а на улице Мелнсила было построено двухэтажное здание столовой самообслуживания и ресторана Baltija (ныне торговый центр с магазином «Maxima»).
При постройке микрорайона пытались сохранить отдельные старые сосны, не мешавшие строительству домов. Однако большинство старых деревьев в последующие годы засохло; до наших дней сохранилась единственная сосна, растущая в большом дворе перед домом по ул. Кристапа, 12. Молодая сосновая роща высажена в южном углу квартала напротив перекрёстка улиц Кристапа и Дрейлиню.

## Критика
Помимо очевидной архитектурной невыразительности, микрорайон почти сразу после возведения вызвал справедливую критику по части благоустройства. В проекте были аккуратные асфальтированные дорожки, детские площадки и зелёные зоны, однако в реальности всё это было реализовано лишь частично. Сохранившийся со времён лесопарка небольшой пруд на углу улиц Дрейлиню и Агенскална жители сочли небезопасным для детей, вместо него был устроен бетонный бассейн с фонтаном. В 2012 году на этом месте сооружён скейт-парк.
Коренные рижане также критиковали микрорайон как место, где поселилось большое количество мигрантов из других республик СССР, что вызвало социально-культурный дискомфорт.

## Транспорт
Микрорайон имеет хорошую транспортную доступность из других частей города. Все его улицы асфальтированы, большинство из них используется городским общественным транспортом. На улице Агенскална расположена конечная остановка троллейбуса № 12 «Āgenskalna priedes».

## Образ в искусстве
Микрорайону посвящена одноимённая песня латвийской группы Labvēlīgais Tips, выпущенная на альбоме Kurvis в 2010 году.
В 2020 году коллективом Рижской государственной немецкой гимназии, расположенной рядом с микрорайоном, снят документальный фильм «Āgenskalna priedes cauri gadsimtam» (с латыш. — «Агенскалнские сосны сквозь столетие»), посвящённый истории школы и прилегающего района.